# Bundschuh von Uetersen

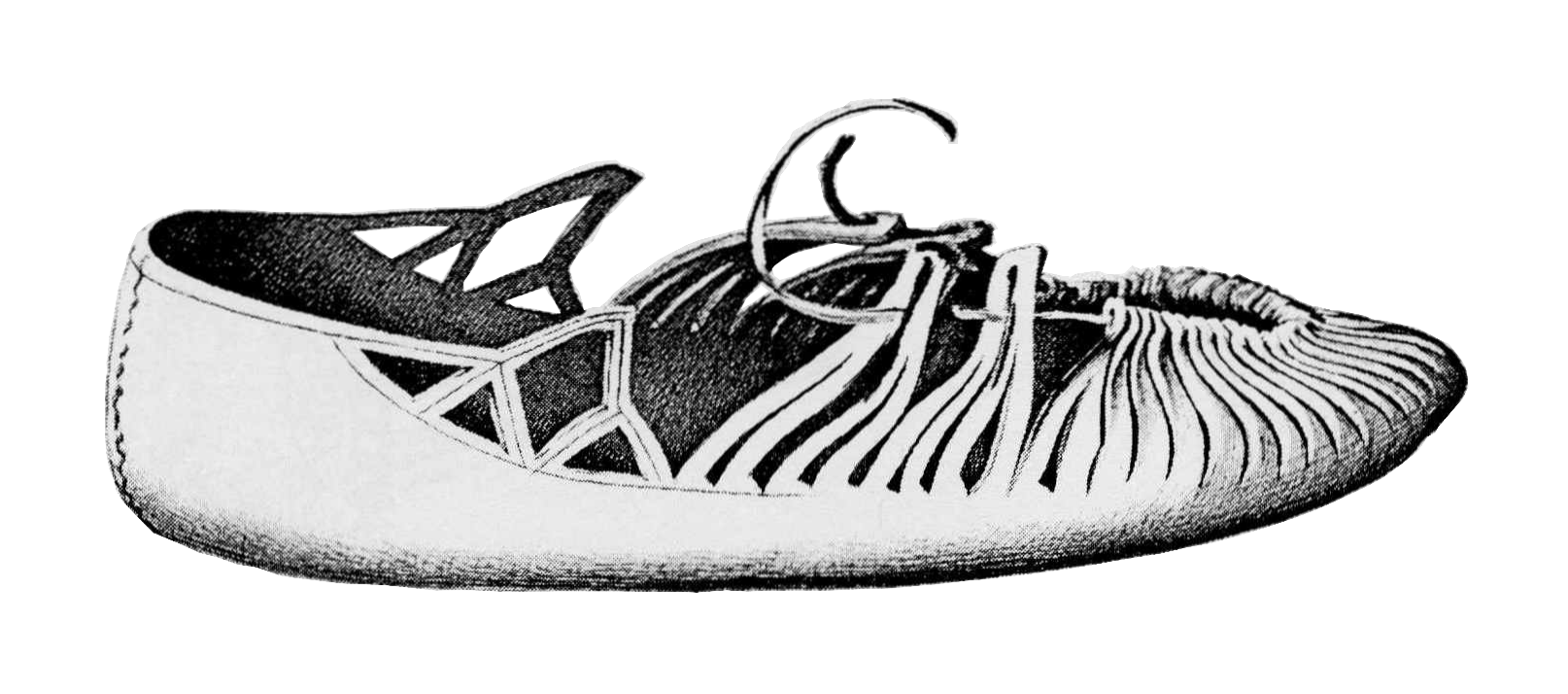
Rekonstruktionszeichnung von 1860 des Bundschuhes von Uetersen von Magnus Petersen (1827–1917)

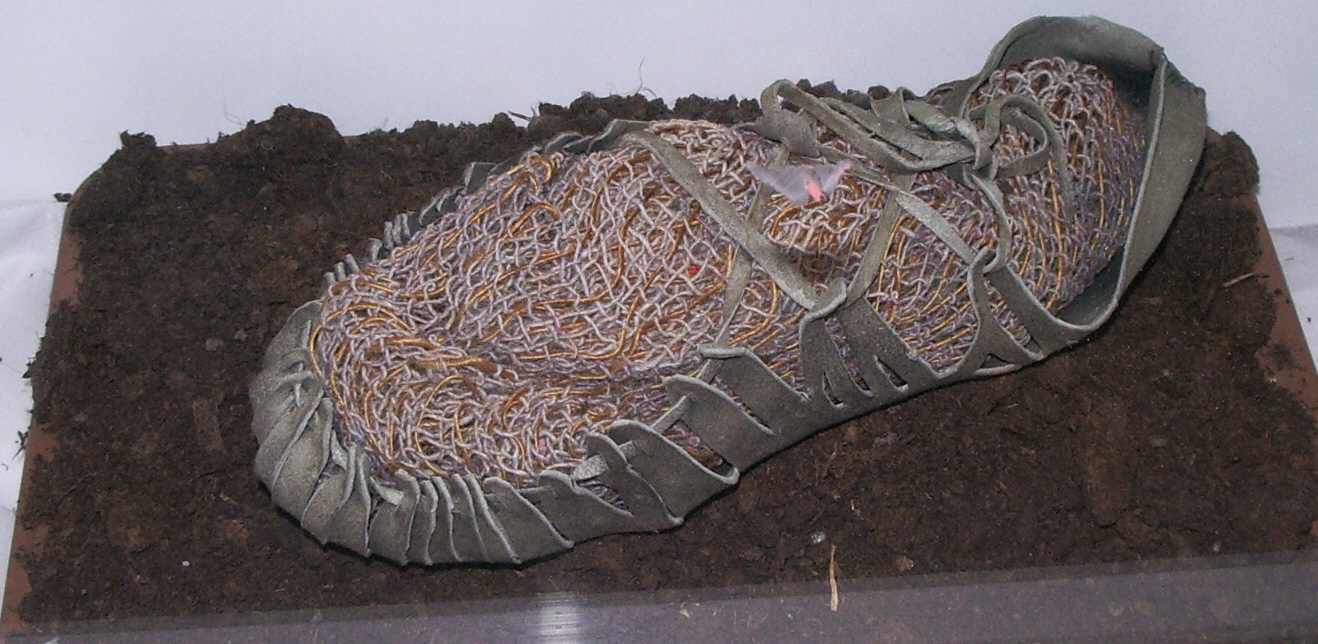
Nachbildung des Bundschuh von Uetersen

Der Bundschuh von Uetersen ist ein archäologischer Fund aus dem Egyptenmoor bei Uetersen, Schleswig-Holstein. Der Bundschuh wurde bereits 1789 gefunden und war der erste archäologische Fund in Schleswig-Holstein, zu dem ein Bergungsdatum bekannt ist.

## Fundgeschichte
Der Fund wurden in einem Bericht des Klosters Uetersen und als Abschrift in einer späteren Gerichtsakte dokumentiert. Demnach fand Claus Eggers den Schuh beim Torfstechen auf der väterlichen Moorparzelle im Egyptenmoor. Möglicherweise lag die von Claus Eggers bezeichnete Fundstelle des Schuhes im Egyptenmoor nicht auf dem Gebiet der Gemeinde Uetersen, sondern auf dem Gebiet der benachbarten Gemeinde Moorrege, dies lässt sich heute jedoch nicht mehr mit Sicherheit rekonstruieren.  Der Schuh lag mit der Sohle nach unten zusammen mit einigen ganzen Haselnüssen in etwa 6–7 Fuß Tiefe im Torf. Nach der Bergung befand sich der Schuh zunächst in Privatbesitz, bis er 1839 an das Museum vaterländischer Alterthümer in Kiel ging. Heute wird er im Archäologischen Landesmuseum in Schloss Gottorf in Schleswig aufbewahrt, das zur Stiftung Schleswig-Holsteinische Landesmuseen gehört. Eine Nachbildung des Schuhes wird im Stadtgeschichtlichen Heimatmuseum Uetersen gezeigt.

## Beschreibung
Bei dem Bundschuh handelt es sich um einen vermutlich rechten Schuh, der in seiner Form und Machart den römischen Carbatinae ähnelt und aus einem einzigen Stück Rindsleder gefertigt wurde. Das Oberleder des Schuhes wurde durch Einschnitte teilweise durchbrochen und nach außen zu etwa 36 sich verjüngenden Laschen geschnitten. Durch diese Laschen wurde ein Band oder Lederriemchen gezogen, mit dem der Schuh über dem Fuß verschlossen werden konnte. Die Ferse wurde durch zwei Einschnitte im Leder und eine nicht mehr erhaltene Naht der stehengebliebenen Lappen gebildet. Der Schuh hat jetzt eine Länge von etwa 25 cm und eine Breite von etwa 8 cm. Trotz der langen Lagerung im Moor, der frühen Auffindung mit den damals noch unzulänglichen Konservierungsmöglichkeiten ist der Bundschuh noch in einem sehr guten Erhaltungszustand.

## Datierung
Aufgrund von Vergleichen mit ähnlichen Schuhmodellen lässt sich der Bundschuh von Uetersen grob in die Römische Kaiserzeit, also zwischen 0 und dem 4. Jahrhundert nach Chr. datieren. Eine genauere Altersbestimmung wie zum Beispiel durch eine Pollenanalyse der dem Schuh umgebenden Moorschicht oder eine Radiokohlenstoffdatierung (14C-Datierung) ist aufgrund der durch die Konservierung verursachte Verunreinigung des Leders nicht mehr möglich.